# Ягдыг (Бурятия)
Ягды́г (эвенк. Дягда, бур. Ягдаг) — улус в Курумканском районе Бурятии. Входит в «сельское поселение «Улюнхан эвенкийское»».

## География
Расположен на правом берегу реки Улюгны, в 2,5 км к северу от места её впадения в Баргузин, в 2 км к юго-востоку от центра сельского поселения, улуса Улюнхан, на Баргузинском тракте.

## Население
| 2002 | 2010 |
| ---- | ---- |
| 99   | ↘64  |

## Известные люди
- Цыдендоржиев, Дондоб Читагарович — председатель колхоза имени Сталина Курумканского аймака Бурят-Монгольской АССР, Герой Социалистического Труда[3].